# Área rural de Florianópolis

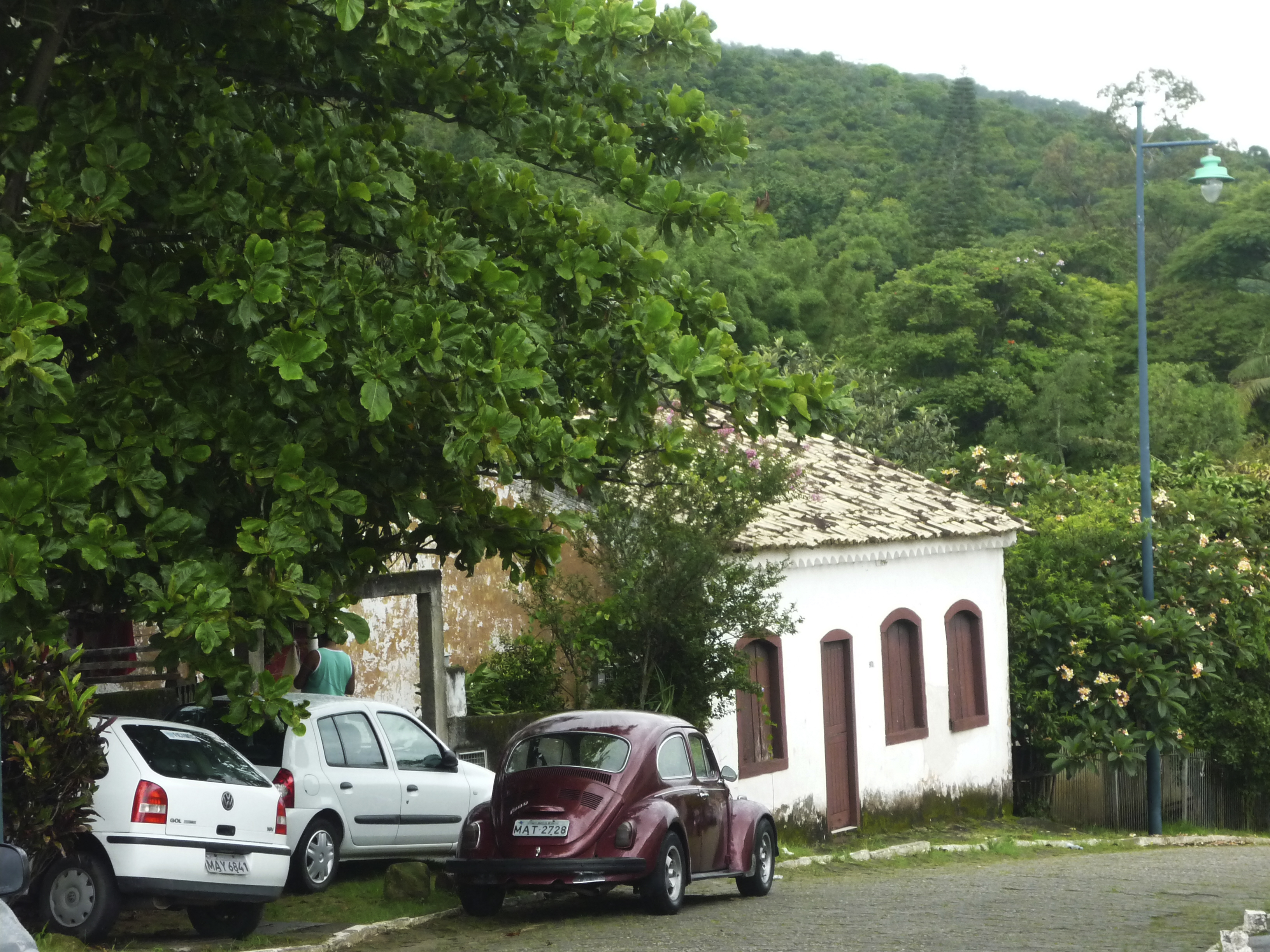
Antiga casa rural em Costeira do Ribeirão, Florianópolis.

Florianópolis, a capital do estado brasileiro de Santa Catarina, possui no zoneamento definido pelo seu plano diretor uma Área Residencial Rural (ARR), onde coexistem usos urbanos e rurais de pequeno porte suportados por estrutura viária e fundiária rural, destinadas à produção agrícola e à agropecuária famíliar.
Sendo grande parte da cidade composta pela Ilha de Santa Catarina, a área rural florianopolitana se desenvolve com restrições devido ao relevo de morros, áreas alagáveis, manguezais e mata densa.
Dentre os distritos de Florianópolis, Ratones é considerado o mais rural, mas também o mais socialmente vulnerável, onde cerca de 3,7 mil habitantes vive da pesca e da agricultura de subsistência. No bairro de Ratones, o turismo rural oferece alimentos agroecológicos, cicloturismo, trilhas, observação de aves e atividades terapêuticas.